# Il terrore dei Navajos
Il terrore dei Navajos (Fort Defiance) è un film del 1951 diretto da John Rawlins.
È un western statunitense con Dane Clark, Ben Johnson e Peter Graves. Scritto da Louis Lantz, la pellicola mischia voglia di rivalsa e agguati da parte degli indiani sullo sfondo degli Stati Uniti d'America post-guerra civile.

## Trama
Ben Shelby, un reduce della guerra di secessione americana, va alla ricerca del comandante del proprio plotone, Johnny Tallon, il cui operato ne causò la disfatta in una delle ultime battaglie del conflitto, durante la quale Ben perse il fratello. Il suo intento è quello di ucciderlo. L'uomo si rivela però morto, per poi ricomparire successivamente nella storia. Nel frattempo Ben stringe amicizia con Ned, il fratello cieco di Johnny, e con il loro zio Charlie. I due però sono braccati da Dave Parker, anch'egli alla ricerca di Johnny.

## Produzione
Il film, diretto da John Rawlins su una sceneggiatura di Louis Lantz, fu prodotto da Frank Melford per la Ventura Pictures Corporation e girato a Gallup, Nuovo Messico, nel Monogram Ranch a Newhall, California, e nello Utah,

## Distribuzione
Il film fu distribuito con il titolo Fort Defiance negli Stati Uniti dal 9 ottobre 1951 al cinema dalla United Artists.
Altre distribuzioni:
- in Finlandia il 24 ottobre 1952 (Viimeinen luoti)
- in Svezia il 5 gennaio 1953 (Banditen från Tennessee)
- in Francia il 24 aprile 1953 (Le fort de la vengeance)
- in Danimarca il 28 giugno 1954 (Hævneren fra Tennessee)
- in Belgio (Fort Défiance)
- in Brasile (Ataque ao Forte)
- in Brasile (Ataque ao Forte Defiance)
- in Brasile (Forte da Vingança)
- in Brasile (O Forte do Desafio)
- in Germania (Keine Gnade für Jonny T.)
- in Italia (Il terrore dei navajos)